# 台場出入口
台場出入口（だいばでいりぐち）は、東京都港区にある首都高速道路11号台場線のインターチェンジである。芝浦JCT方面の出入口のみ設置されているハーフインターチェンジである。
レインボーブリッジの台場側アプローチ部分に併設されている。

## 接続する道路
- 臨港道路

## 周辺
- 東京臨海副都心
  - お台場海浜公園
  - お台場海浜公園駅

など

## 隣
首都高速11号台場線
芝浦JCT - 芝浦PA - (1101)台場出入口 - 有明JCT